# Cantó de Pouancé
El cantó de Pouancé és una antiga divisió administrativa francesa del departament de Maine i Loira, situat al districte de Segré. Té 14 municipis i el cap es Pouancé. Va desaparèixer el 2015.

## Municipis
- Armaillé
- Bouillé-Ménard
- Bourg-l'Évêque
- Carbay
- La Chapelle-Hullin
- Chazé-Henry
- Combrée
- Grugé-l'Hôpital
- Noëllet
- Pouancé
- La Prévière
- Saint-Michel-et-Chanveaux
- Le Tremblay
- Vergonnes

## Història
| Data d'elecció                           | Identitat       | Partit                           | Qualitat |
| ---------------------------------------- | --------------- | -------------------------------- | -------- |
| 1945-1955                                | Louis Bessières | MRP                              |          |
| 1955-1961                                | Georges Loire   | Divers droite                    |          |
| 1961-1982                                | Henri Gazeau    | MRP, després CD, després UDF-CDS |          |
| 1982-2004                                | Jacques Béline  | RPR                              |          |
| 2004-2015                                | Marie-Jo Hamard | Divers droite                    |          |
| les dades anteriors no són pas conegudes |                 |                                  |          |
|                                          |                 |                                  |          |

## Demografia
| A partir de 1990: Població sense dobles comptes |